# Ton Gruters
Ton Gruters (19 september 1959) is een voormalig Nederlands voetballer. Hij stond onder contract bij FC Utrecht en SC Amersfoort

## Wedstrijdstatistieken
| Seizoen | Club          | Competitie     | wed. | goals |
| ------- | ------------- | -------------- | ---- | ----- |
| 1979/80 | FC Utrecht    | Eredivisie     | 1    | 1     |
| 1980/81 | FC Utrecht    | Eredivisie     | 2    | 0     |
| 1981/82 | SC Amersfoort | Eerste divisie | 25   | 6     |
| 1982/83 | SC Amersfoort | Eerste divisie | 7    | 3     |